# Klaus Merz
Pour les articles homonymes, voir Merz.
Klaus Merz, né le 3 octobre 1945 dans le canton d'Argovie à Aarau (Suisse), est un écrivain suisse.

## Biographie
Klaus Merz a grandi à Menziken.

## Récompenses et distinctions
- 1996 : Prix de Soleure de littérature
- 1997 : Prix Hermann-Hesse
- 2004 : Prix Gottfried Keller (2004)
- 2012 : Prix Friedrich Hölderlin
- 2016 : Prix Rainer-Malkowski (2016)